# فقط برای خنده: شوخی
فقط برای خنده:شوخی (به انگلیسی:Just for laugh:gags/به فرانسوی:Juste pour rire: Gags) یک برنامه تلویزیونی صامت و حرف ندا ساخته کشور کانادا است. این برنامه تلویزیونی تحت مالکیت سری برنامه های فقط برای خنده قرار دارد. مشابه این برنامه در تلویزیون کشور آمریکا تحت عنوان دوربین مخفی وجود دارد.
این برنامه در ۲۶ دسامبر سال ۲۰۰۰ میلادی در شبکه تی‌اف۱ فرانسه اولین قسمت خود را پخش کرد و به مرور زمان در کشورهای کانادا و مکزیک پخش شد.
درون مایه این برنامه یک دوربین مخفی است ، در این برنامه عده ای که از کارکنان این شبکه هستند در حالی که فیلم به صورت صامت پخش می‌شود سوژه های خود را پیدا کرده و آن ها را وادار به کارهای خود می کنند.

## بازیگران
- دنی منی (Dany Many)
- دنیس لواسر (Denis Levasseur)
- دنیس ژاک (Denise Jacques)
- ژاک درولت (Jacques Drolet)
- ژان پیر آلاری(Pierre Alarie)
- ژان پرونچر (Provencher)
- ماری ایو لاریویرMarie-Ève) Larivière)
- مری بوچارد (Marie-Pierre Bouchard)
- نادیا دیوید (Nadia David)
- پاسکال باب (Pascal Bab)
- فلیپ باند (Philippe Bond)
- ریچارد لدوکسRichard) Ledoux)
- مری پولین (Marie-Andrée Poulin)
- کریستین سولیوان (Kirsteen O'Sullivan)

## کلک ها
در آغاز هر کلک بازیگران اصلی نحوه انجام ترفند مورد نظر را به نمایش می گذارند و در آخر هم دوربین مخفی را نشان می دهند.